# Kaliumpertechnetat
Kaliumpertechnetat, KTcO4 ist eine chemische Verbindung des Kaliums aus der Gruppe der Pertechnetate.

## Gewinnung und Darstellung
Kaliumpertechnetat kann durch die Neutralisation der Pertechnetiumsäure mit Kaliumhydroxid gewonnen werden.
{\displaystyle {\ce {KOH + HTcO4 -> KTcO4 + H2O}}}

## Eigenschaften
Der Abstand der Tc–O-Bindung liegt bei 173,9 pm und der Winkel der O–Tc–O-Bindung bei 108,05° und 110,19°. Der Abstand zwischen dem Kalium und dem Sauerstoff beträgt 289,36 pm und 286 pm. Kaliumpertechnetat kristallisiert in einer Kaliumperrhenat-ähnlichen Kristallstruktur mit der Raumgruppe I41/a (Raumgruppen-Nr. 88). Die Gitterparameter liegen bei a = 563,0 pm und c = 1286,7 pm.